# مخطط Q-Q

مخطط Q-Q لتوزيع احتمالي طبيعي.

مخطط Q-Q أو مبيان Q-Q (بالإنجليزية: Q-Q Plot كاختصار ل Quantile-Quantile Plot) أو مخطط مواجهة التجزيئات النظرية بالتجريبية، ويشار إليه أحيانا فقط بمخطط كيو (Q-Plot) هو تقنية إحصائية شبه استدلالية لاختبار موائمة التوزيع الاحتمالي الملاحظ للبيانات مع توزيع نظري (غالبا ما يكون توزيعا طبيعيا).
مخطط Q-Q هو تقنية بصرية شبه استدلالية لأنه ذاتي (غير موضوعي) ويجب استعماله كمدخل للتأكد من تحقق التوزيع الاحتمالي النظري، وهو ما يجب أن ينفذ عبر تطبيق اختبارات إحصائية جادة: كاختبارات شابيرو ويلك أو خاركي بيرا في حالة التوزيع الطبيعي.
يتم رسم مخطط Q-Q عبر تجميع نقط التجزيئات النظرية والملاحظة{\displaystyle (Q_{th},Q_{s})} والتي يجب أن تشكل منحنى بشكل محدد في حالة تطابق التوزيعين (النظري والتجريبي): في حالة التوزيع الطبيعي، يكون المنحنى على شكل خط مستقيم.
يستعمل مخطط التجزيئات في الغالب للتأكد من الفرضيات الهيكلية للنماذج الإحصائية (التوزيع الطبيعي للمتغيرات المستقلة مثلا) وأيضا للتأكد من الفرضيات التصادفية (التوزيع الطبيعي للأخطاء الإحصائية).
التقنية مفيدة أيضا في تحديد الأفراد الإحصائيين ذوي القيم الشاذة أو الغير اعتيادية (النقط النافرة عن الخط المستقيم)، ويمكن أن يوجه الباحث إلى القيام بتحويلات إضافية على البيانات لضمان الاقتراب من الفرضيات الهيكلية.
يستخدم مخطط Q-Q أيضا في مقارنة توزيعين احتماليين للتأكد من تطابقهما.

## طريقة رسم المخطط
نعتبر عينة بيانات {\displaystyle (x_{i})_{i=1,...,n}} ملاحظة لمتغير {\displaystyle X}. مبدأ مخطط Q-Q هو التأكد من أن العينة الملاحظة مستنبطة من جمهرة إحصائية موزعة وفق توزيع معين (طبيعي أو أسي مثلا).
نعرف تجزيئات {\displaystyle X} ب {\displaystyle q_{k}}، مع {\displaystyle k=1,...,Q} ومع افتراض أن {\displaystyle Q} كبير نسبيا، على الأقل اعنبار مستوى العشيرات Deciles. التجزيئات النظرية (الموافقة للتوزيع المرشح) يرمز لها ب {\displaystyle q_{k}^{*}}.
مخطط Q-Q هو رسم النقط {\displaystyle M(q_{k}^{*},q_{k})}، بحيث يمثل محور الأفاصيل التجزيئات النظرية بينما يمثل محور الأراتيب التجزيئات التجريبية (الملاحظة). إذا صحت فرضية صحة التوزيع المفترض، فإن النقط {\displaystyle M} تكون موزعة على شكل خط مستقيم، بمعنى أن التجزيئات الملاحظة متطابقة مع النظرية. في حالة التطابق، هناك حالتان:
- في حالة خط يعبر {\displaystyle (0,0)}، أي ذي صيغة {\displaystyle q_{k}=\alpha q_{k}^{*}} نتواجد في حالة تطابق تام للتوزيع.
- في حالة خط ذي صيغة {\displaystyle q_{k}=\alpha q_{k}^{*}+\beta }، يكون التوزيع المفترض صحيحا بشرط تطبيق تحويلة خطية على {\displaystyle X} (تحويلة معيارية مثلا).

باعتبار دالة التوزيع التراكمي {\displaystyle F} للقانون المفترض، يتم حساب التجزيئات النظرية عبر الصيغة التالية: {\displaystyle q_{k}^{*}=F^{-1}({\frac {k}{n+1}})}.

### مثال
باعتبار عينة ملاحظة، للتأكد من التوزيع الطبيعي لجمهرتها الأصلية، نقوم بحساب تجزيئاتها العشرية (العشيرات) ثم التجزيئات النظرية الموافقة لتوزيع احتمالي طبيعي {\displaystyle {\mathcal {N}}(0,1)}:
| نقط التجزيئ | التجزيئات الملاحظة | التجزيئات النظرية     |
| ----------- | ------------------ | --------------------- |
| 1           | 3.77               | {\displaystyle -1.28} |
| 2           | 4.25               | {\displaystyle -0.84} |
| 3           | 4.5                | {\displaystyle -0.52} |
| 4           | 5.19               | {\displaystyle -0.25} |
| 5           | 5.79               | {\displaystyle 0}     |
| 6           | 5.89               | {\displaystyle 0.25}  |
| 7           | 6.31               | {\displaystyle 0.52}  |
| 8           | 6.79               | {\displaystyle 0.84}  |
| 9           | 7.19               | {\displaystyle 1.28}  |

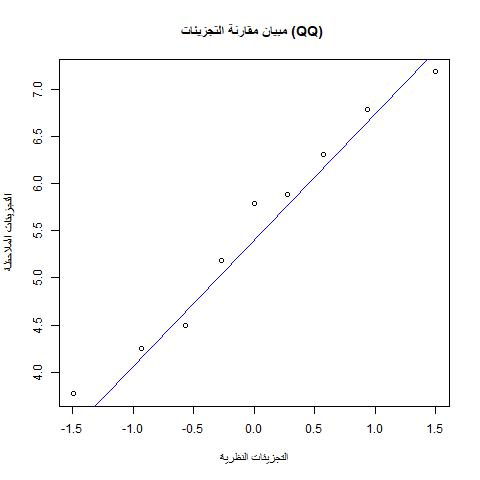
مخطط QQ حسب المثال

مخطط التجزيئات هو رسم لنقط التجزيئات الملاحظة بدلالة مثيلاتها النظرية، مرفوقا بتمثيل خط نموذج انحدار خطي بين السلسلتين. التوزيع الخطي للنقط يرجح بشكل كبير صحة فرضية التوزيع الطبيعي.